# Lauroppia feideri
Lauroppia feideri är en kvalsterart som beskrevs av Vasiliu och Ivan 1999. Lauroppia feideri ingår i släktet Lauroppia och familjen Oppiidae. Inga underarter finns listade i Catalogue of Life.